# Club Náutico de Estartit

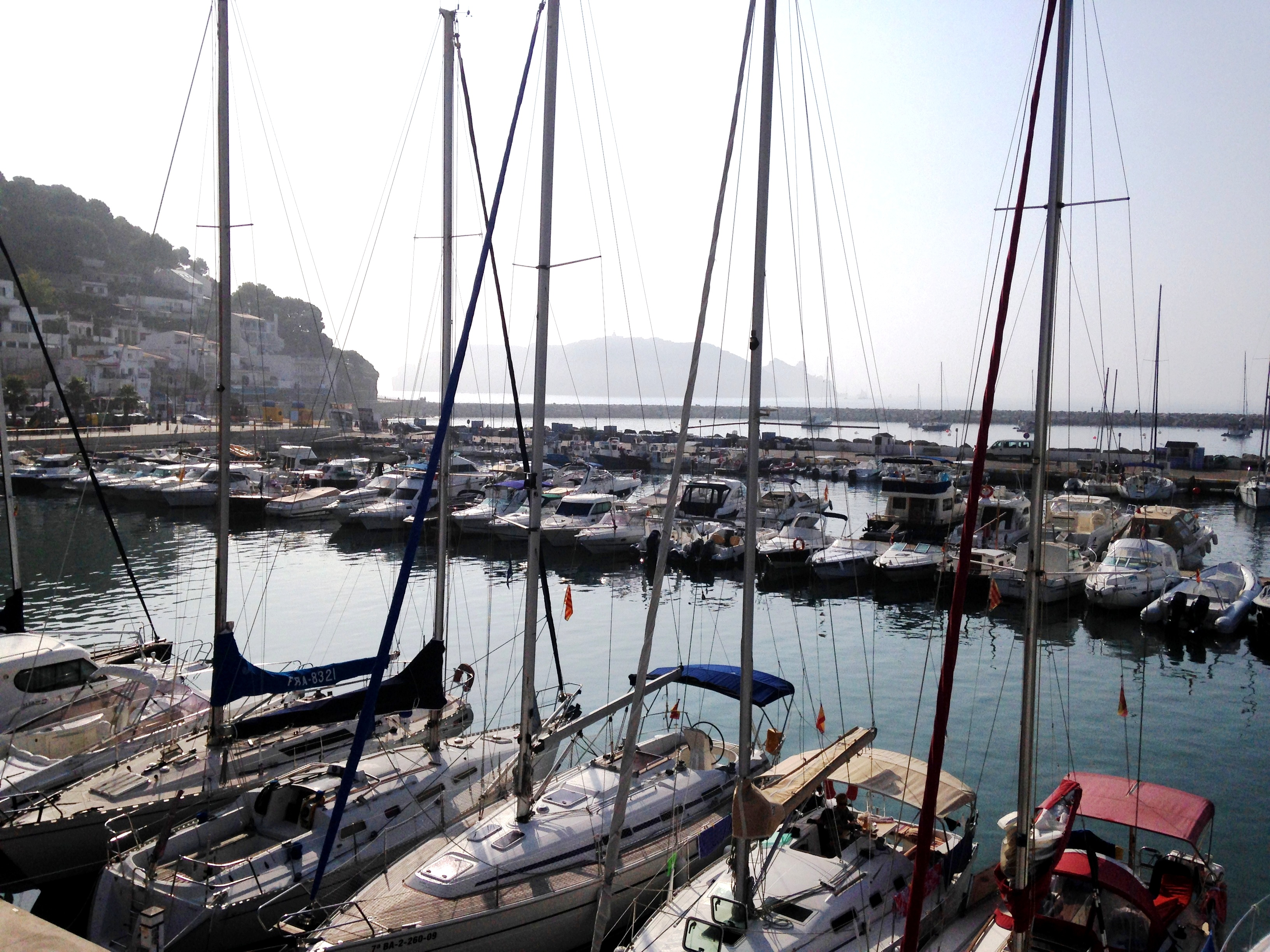
Dàrsena interior

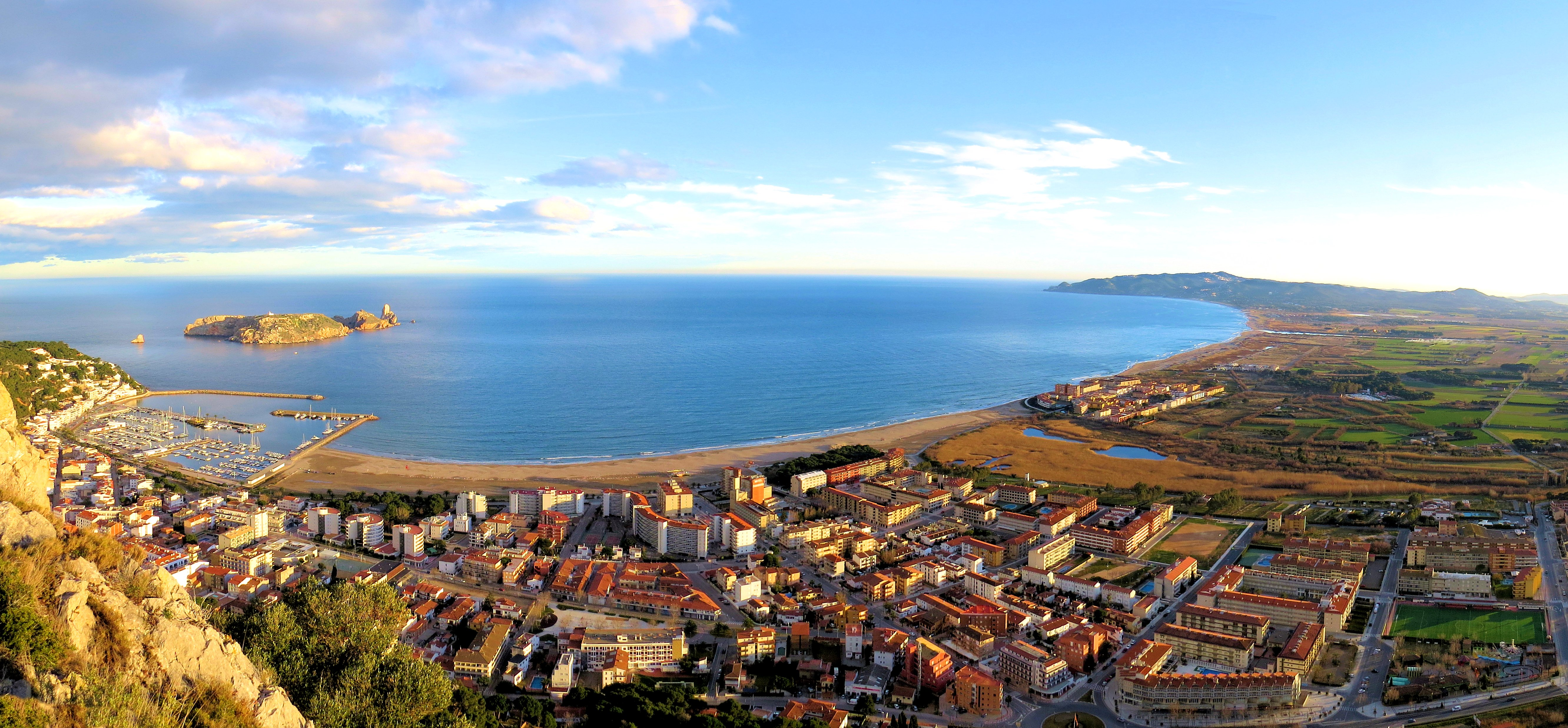
Estartit

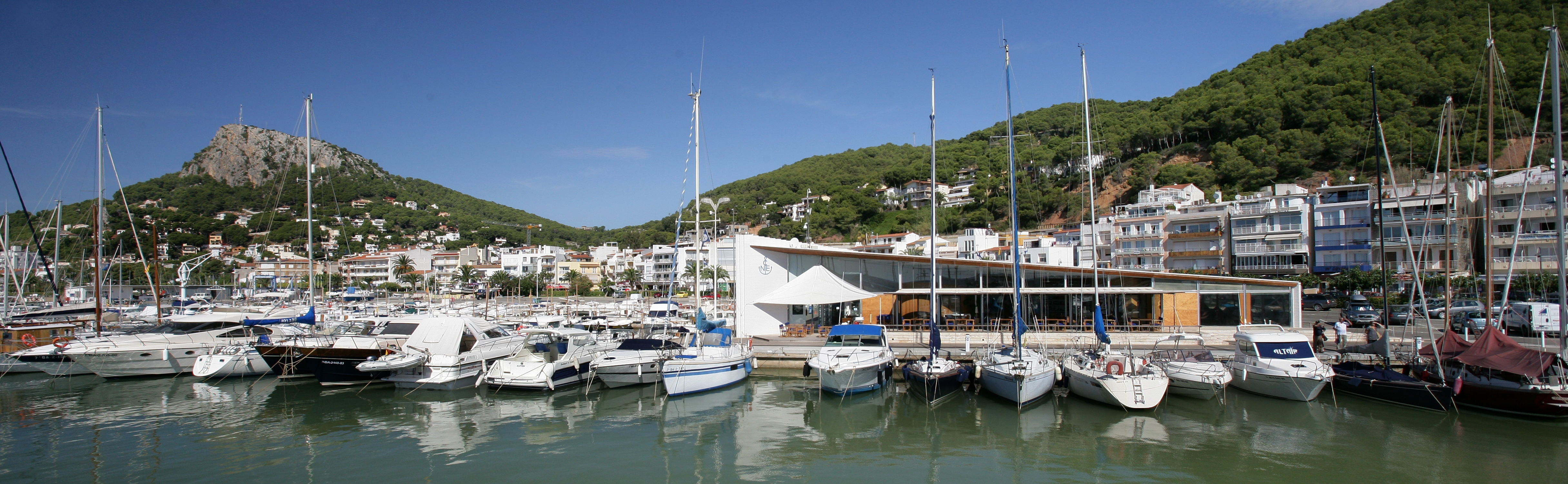
Club

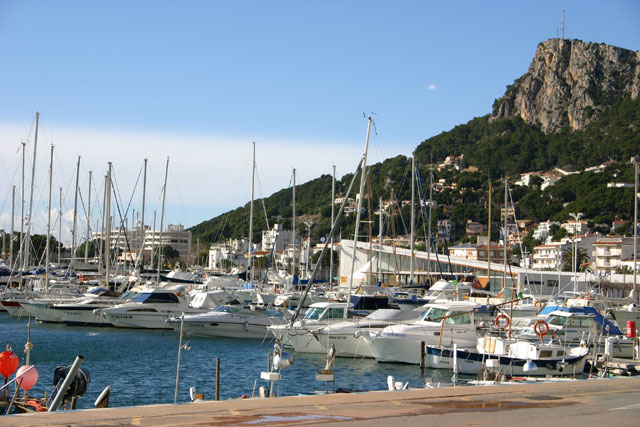
Puerto de Estartit, Roca Maura (226 m).

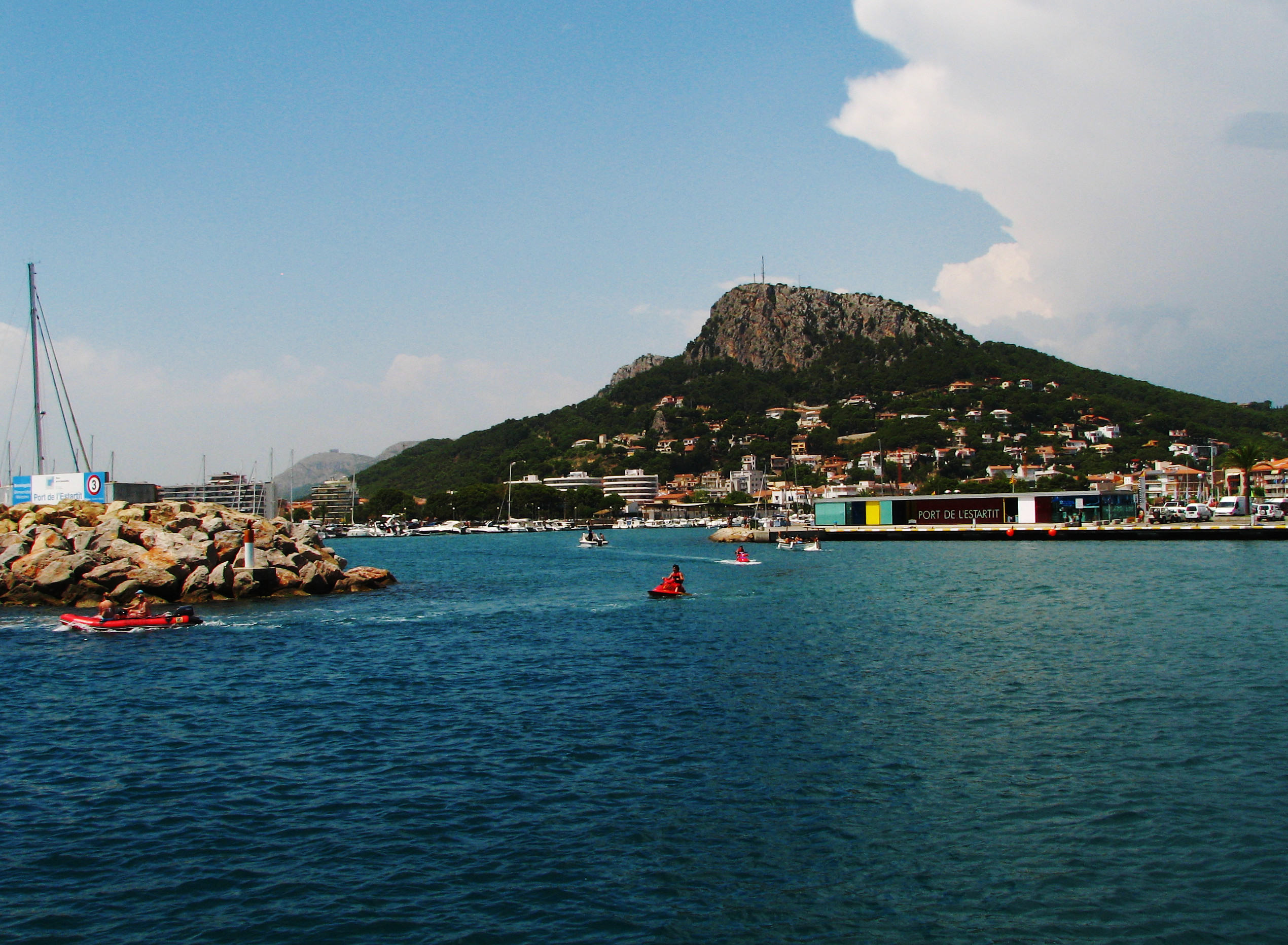
Puerto Esartit.

El Club Náutico de Estartit es un club náutico ubicado en Estartit, Cataluña (España).
Gestiona un puerto de 680 amarres para embarcaciones de 4 m hasta 25 m de eslora con conexión de agua y electricidad y baños con ducha. Las instalaciones del Club Náutico de Estartit ocupan una superficie de 15.945 m² con aparcamiento para vehículos, grúa, travelift, rampa, muelle de servicios, punto de recogida de residuos, club social y WIFI.
Uno de los aspectos que hacen más especial el Club Náutico de Estartit es su ubicación privilegiada en el corazón de la Costa Brava. En el núcleo de Estartit, antiguo pueblo de pescadores que pertenece a Torroella de Montgrí, confluyen una diversidad de paisajes que lo hacen un lugar único y especial. Por un lado, a la espalda de la población, se encuentra el pico de Roca Maura, donde nace el singular macizo calcáreo del Montgrí, que se prolonga en el mar y da forma a una costa abrupta y virgen de pequeñas calas, escarpados acantilados y misteriosas cuevas. Por otro lado, en la parte sur, confluye la desembocadura del río Ter, llamada la Gola y separada de la población por una zona de humedales. La orilla del río Ter deja a su paso una llanura de gran belleza atravesada por el río y por un conjunto de canales de riego y arroyos, y llena de cultivos de cereales y árboles frutales. Por el lado del mar, la zona acaba en una extensa y larga playa de arena fina, aguas poco profundas y dunas en constante transformación.

## Instalaciones y servicios
- Local social / Capitanía
- Escuela de Vela
- Subministro de agua y electricidad
- Carburante
- Muelle de espera
- Aspiración de aguas y aceites
- Aspiración sentina
- Grúa
- Rampa
- Zona técnica
- Servicios con acceso minusválido
- Vestuarios con acceso minusválido
- Primeros auxilios
- Información medioambiental
- Teléfono / estación meteorológica
- Bar, restaurante
- Aparcamiento
- Punto limpio
- Islas ecológicas

## Centro de actividades náuticas
El centro de actividades náuticas es el encargado de proporcionar, tanto a socios del club como a personas interesadas, un gran abanico de posibilidades para disfrutar del mar. Las modalidades que se ofrecen son: Vela ligera, Vela de crucero, Alquiler de embarcaciones, Flyboard, Motos de agua, Apnea, Paddle Surf, Kayaks, Varadero, Escuela náutica.